# Jesper Ersgård
Jesper Ersgård, född 19 oktober 1969, som bland annat skrivit grundmanusen till filmerna Rancid (2004) och Living in Peril (1997). 2009 utgavs hans första roman, den mörka kriminalhistorien Ut kom vargarna (ISBN 9185535516).
Han är son till regissören Håkan Ersgård och bror till regissören Joakim Ersgård.